# ディジョンマスタード

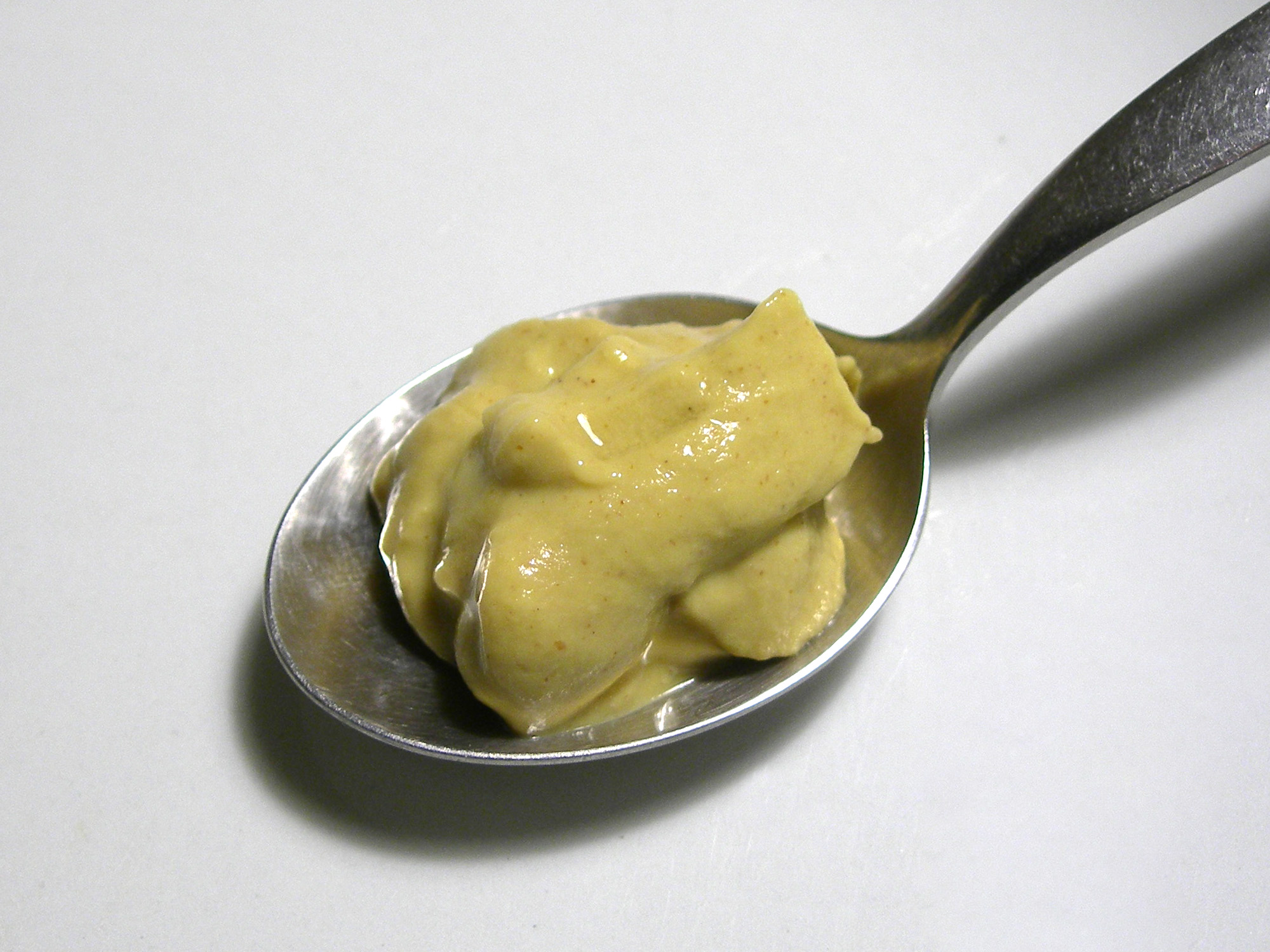
ディジョンマスタード

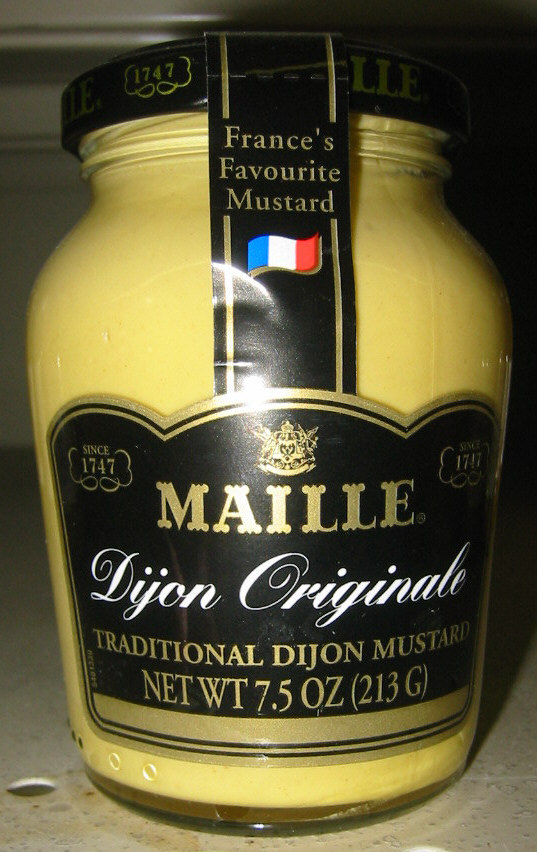
マイユブランドのディジョンマスタード

ディジョンマスタード（英語: Dijon mustard）、ムータルド・ド・ディジョン（フランス語: moutarde de Dijon）は、フランスブルゴーニュ地域圏の街ディジョンの名を冠するマスタード（ムータルド、フランス語: moutarde）。芥子を主原料とするが、他の地域のマスタードと比較した場合の特徴として、ワインビネガーでなくヴェルジュ（酸味のあるブドウ汁。未熟ブドウ果汁）で溶くという点が挙げられる。ただし、後述のように別の素材で代替されることもある。辛味が強いのも特徴である。ディジョンの名を冠すがフランス全土で生産されるようになっている。
フランスにおける芥子の栽培は、フランスがまだガリアと呼ばれていた時代にはじまり、ブルゴーニュが最初の移入先であったといわれ、大体 4世紀ごろという。現在のマスタードのような形でブルゴーニュの料理として最初に使われたのは1336年におけるフィリップ6世のための宴会とされている。1390年には「優れた芥子の実と純良なヴィネーグル（ワインビネガー）から、つなぎの混ぜものなしにつくる」よう、製造に関する規制が設けられた。この規制について、Musées de Bourgogne （ブルゴーニュの博物館）の資料によれば規制は1390年に始まったとしているが、材料に関する文言は1443年付けとされている。ディジョンの製造業者による同業組合は1634年に結成された。
18世紀にブルゴーニュ人であるネージョン（Naigeon、1701年 - ? ）という人物がヴェルジュで芥子を溶く製法を定めた。この製法により、1856年までに確固たる人気を得るようになっていた。現代におけるディジョンマスタードはこのネージョンによる製法をベースとしており、芥子、ヴェルジュ、塩によりつくられるが、これに種々のバリエーションが加わる。芥子は粒のままでなく粉末にして使うが、粒入りの製品もある。ヴェルジュだけでなく白ワインも使うものや、ヴェルジュの代わりにワインビネガー、塩、水を使うものもある。さらにはカシスリキュールやハーブを混ぜたものもある。
1937年にAOC認定を受けており、原料と製法が規定された。regions-of-france.com による解説では生産地もディジョンである必要があるように記載されているが、日本貿易振興機構のレポートによればもはや Moutarde de Dijon は一般的な名称となっており、パブリックドメイン扱いである。ただし、ディジョンが位置するブルゴーニュ地方の名を冠す、「ブルゴーニュのムータルド（フランス語: Moutarde de Bourgogne）」というマスタードは別途 IGP（地理的表示保護、fr:Indication géographique protégée）として2008年に認定されている。